# Закутна Євгенія Григорівна
Євгенія Григорівна Закутна (нар. 1912, станція Кринична, тепер Макіївської міської ради Донецької області — ?) — українська радянська діячка, заслужений лікар УРСР, заступник головного лікаря по лікувальній частині санаторію «Красный Маяк» селища Сімеїз Ялтинської міської ради Кримської області. Депутат Верховної Ради СРСР 6—7-го скликань.

## Біографія
Народилася в родині робітника-залізничника. Батько незабаром помер. 
Навчалася в середній школі, закінчила вечірнє відділення медичного технікуму. З 1932 року — фельдшер-акушерка амбулаторії скляного заводу на Донбасі, медична сестра.
У 1941 році закінчила лікувальний факультет Курського державного медичного інституту.
З 27 червня 1941 року — в Червоній армії, учасниця німецько-радянської війни. Служила лікарем-ординатором хірургічного (операційно-перев'язувального) взводу 5-го (потім — 483-го) окремого медикосанітарного батальйону 12-ї гвардійської стрілецької дивізії 61-ї армії 1-го Білоруського фронту.
Після демобілізації працювала лікарем в лікарні невідкладної хірургічної допомоги при заводі «Красный котельщик» міста Таганрога Ростовської області РРФСР.
У 1947—1955 роках — лікар санаторію «Пионер», лікар-ординатор, завідувач медичного відділення санаторію «Красный Маяк» селища Сімеїз Кримської області.
З 1955 року — заступник головного лікаря по лікувальній частині санаторію «Красный Маяк» селища Сімеїз Ялтинської міської ради Кримської області.

## Звання
- гвардії військовий лікар 3-го рангу
- гвардії капітан медичної служби

## Нагороди
- орден Вітчизняної війни ІІ ст. (26.05.1945)
- орден Червоної Зірки (4.12.1943)
- дві медалі «За бойові заслуги» (29.03.1942, 9.08.1942)
- медаль «За оборону Москви»
- медаль «За визволення Варшави»
- медаль «За взяття Берліна»
- медаль «За перемогу над Німеччиною у Великій Вітчизняній війні 1941—1945 рр.»
- медалі
- заслужений лікар Української РСР